# Ricardo Lorenzetti
Ricardo Luis Lorenzetti (nascido em 19 de setembro de 1955) é um renomado juiz argentino, formado pela Universidade Nacional do Litoral, com uma destacada carreira tanto no cenário nacional quanto internacional. Lorenzetti foi nomeado para o Supremo Tribunal da Argentina em 12 de dezembro de 2004, após a renúncia do juiz Adolfo Vázquez, com a aprovação do Senado e indicação do presidente Néstor Kirchner. Em 7 de novembro de 2006, foi designado Juiz Presidente da Corte Suprema, cargo que assumiu oficialmente em 1º de janeiro de 2007, e exerceu até 2018, período no qual teve uma liderança importante em diversos marcos jurídicos do país.
Atualmente, Lorenzetti continua a integrar o Supremo Tribunal Federal da Argentina como um de seus cinco juízes, mantendo uma presença significativa no desenvolvimento da jurisprudência argentina.
Além de sua atuação na Corte, Lorenzetti foi Presidente da Comissão encarregada de elaborar a Ata Parlamentar de Reforma, Atualização e Unificação dos Códigos Civil e Comercial da Nação Argentina, conforme o Decreto Presidencial 191/2011, destacando-se como uma figura chave na reformulação de aspectos essenciais do sistema jurídico argentino. 
Além disso, durante sua presidência, o Supremo Tribunal sob a liderança de Lorenzetti se destacou pela inovação em diversas áreas. A Corte foi pioneira na atuação em ações coletivas, ampliando o acesso à justiça para questões que envolvem grandes grupos de pessoas. Também implementou importantes dispositivos institucionais, como a Corte Internacional de Justiça (CIJ), uma agência de notícias dedicada à promoção da transparência no Judiciário. Sob sua direção, a Corte também criou e estruturou espaços fundamentais para a proteção dos direitos das mulheres e a prevenção da violência doméstica, incluindo a criação da Oficina de Violência Doméstica e da Oficina da Mulher, que se tornaram referências no acolhimento e apoio a vítimas.
Uma declaração de Daniel Katz, ex-prefeito de Mar del Plata e figura destacada da União Cívica Radical (UCR), em apoio a uma possível candidatura de Ricardo Lorenzetti como vice-presidente na chapa de Julio Cobos nas eleições presidenciais de 2011, gerou tensões com o governo da presidente Cristina Kirchner. O chefe de gabinete de Kirchner, Aníbal Fernández, criticou o silêncio de Lorenzetti sobre o assunto, o que alimentou o descontentamento dentro do círculo governamental e acirrou o clima político da época. 
Em 23 de junho de 2013, Ricardo Lorenzetti afirmou ter sido alvo de ameaças e extorsões por parte de Ricardo Echegaray, presidente da AFIP (Administração Federal de Rendas Públicas). Segundo Lorenzetti, as intimidações ocorreram em retaliação aos seus veredictos contrários à constitucionalidade de determinadas legislações governamentais. A AFIP, por sua vez, refutou as alegações e negou qualquer envolvimento em investigações ou práticas de intimidação contra o juiz. 
Desde 2020, Ricardo Lorenzetti ocupa o cargo de Membro Ex-Officio e integra o Conselho Institucional do Instituto Interamericano de Justiça e Sustentabilidade (IIJS), com sede em Washington, DC, Estados Unidos. Nesse papel, ele contribui com sua vasta experiência jurídica em questões relacionadas à justiça e sustentabilidade no contexto interamericano. 

## Livros
Suas principais publicações são: 
- 2019 Teoría del Derecho ambiental, em colaboração com Pablo Lorenzetti. Este livro foi publicado na Colômbia.
- 2019 Princípios e instituições de Direito Ambiental”, em colaboração com Pablo Lorenzetti. Madri, Wolters Kluwer Espanha SA
- 2018 Derecho Ambiental, em colaboração com Pablo Lorenzetti, Santa Fé, Editorial Rubinzal-Culzoni Editores.
- 2018 Tratado de los Contratos - Parte Geral: Terceira edição mais o Código Civil. Santa Fé: Rubinzal-Culzoni Editores.
- 2017 Justicia Colectiva: Segunda Edição ampliada e atualizada Buenos Aires: Rubinzal Culzoni Editores
- 2016 Fundamentos de Direito Privado. Código Civil y Comercial de la Nación Argentina (publicado na Argentina e no Uruguai)
- 2015 A Arte de Fazer Justiça. A intimidade dos casos mais difíceis da Suprema Corte da Argentina, Madri: Thomson Reuters (publicado em espanhol, inglês e português na Argentina, Espanha, Reino Unido, Alemanha, Portugal, França, Brasil, Colômbia, México, Paraguai e Chile)
- 2014 Código Civil e Comercial da Nação Comentado, Buenos Aires: Rubinzal y Culzoni Editores
- 2013 Colección Máximos Precedentes – Corte Suprema de Justicia de la Nación, Responsabilidad Civil, Diretor: Ricardo L Lorenzetti, Buenos Aires: Editorial La Ley
- Capítulo 'Conflictos colectivos' de 2012 em: El Derecho en movimiento, Buenos Aires: Rubinzal y Culzoni Editores
- 2011 La empresa médica, 2ª edição, Buenos Aires: Rubinzal Culzoni Editores
- 2011 Direitos humanos: justiça e reparação, Buenos Aires: Ed. Sul-Americana
- 2010 Justiça Colectiva, Buenos Aires: Rubinzal
- 2009 Consumidores, 2ª edição, Buenos Aires: Rubinzal
- 2008 Teoría del Derecho Ambiental, Buenos Aires: La Ley 2008 (publicado na Argentina, Brasil, México e Espanha)
- 2005 Teoría de la decisión judicial – Fundamentos de derecho, Buenos Aires: Rubinzal 2005. (publicado na Argentina, Brasil, Peru, México e Colômbia)
- 2005 Contratos de serviços para os consumidores, Buenos Aires: Editorial Rubinzal y Culzoni
- 2002 A emergência econômica e os contratos, Buenos Aires: Editorial Rubinzal y Culzoni
- 2001 Tratado de los contratos-Parte geral, 2ª edição, Buenos Aires: Editorial Rubinzal y Culzoni
- 2001 Las normas fundamentales de derecho privado, Buenos Aires: Rubinzal (publicado na Argentina, Brasil e Peru)
- 2001 Comércio eletrônico, Buenos Aires: Abeledo Perrot (publicado na Argentina e no Brasil)
- 2000 Tratado de los contratos-Parte especial, Buenos Aires: Editorial Rubinzal y Culzoni
- 1998 La empresa médica, Santa Fé: Editorial Rubinzal y Culzoni
- 1997 Responsabilidade civil do médico, Santa Fé: Editorial Rubinzal-Culzoni
- 1993 Responsabilidade por danos decorrentes de acidentes de trabalho, Buenos Aires: Editorial Abeledo Perrot
- 1993 La responsabilidad profesional, Buenos Aires: Editorial Abeledo Perrot
- 1993 Defesa do Consumidor -LEY 24.240-, Santa Fé: Editorial Rubinzal y Culzoni
- 1991 Contratos médicos, Buenos Aires: Editorial Larroca
- 1988 Convenções Coletivas de Trabalho, Santa Fé: Editorial Rubinzal y Culzoni
- 1986 Responsabilidade civil do médico, Santa Fé: Editorial Rubinzal y Culzoni

## Seu trabalho na Suprema Corte da Argentina
- Estabeleceu critérios para centrar as causas do Tribunal em questões de relevância institucional, adotando pela primeira vez na história o sistema de audiências públicas.
- Ele organizou a Conferência Nacional de Juízes,  liderada pelo Tribunal e integrada por juízes, para promover a adoção de critérios de gestão da qualidade no poder judiciário. Para isso, foram assinados convênios para realizar pagamentos eletrônicos por meio do Banco da Cidade de Buenos Aires, e avançou-se na mesma direção com o Banco da Nação. Ele formou uma comissão especial com jurisdição sobre a segurança social e o Seguro Nacional da Argentina para informatizar e agilizar os julgamentos dos pensionistas.  que reúne a Suprema Corte da Argentina, os Tribunais Provinciais e juízes federais, nacionais e provinciais de todo o país, com o objetivo de estabelecer políticas estatais baseadas no consenso.
- Estabeleceu um regime de abertura do Tribunal à imprensa, celebrando acordos com a Adepa, com a Fopea,  e promovendo reuniões permanentes com todos os meios de comunicação para melhorar a transparência e a comunicação. Assim, em 2008, lançou o Centro de Informações Judiciárias, agência de notícias do Poder Judiciário, para permitir que a comunidade tenha acesso às informações judiciais de forma mais clara e simples.
- Pela primeira vez, foram aprovadas políticas estaduais para o judiciário com planejamento decenal.
- Constituiu a Comissão Nacional de Gestão,  liderada pelo Tribunal e integrada por juízes, para promover a adopção de critérios de gestão da qualidade no poder judicial. Para isso, foram assinados convênios para realizar pagamentos eletrônicos por meio do Banco da Cidade de Buenos Aires, e avançou-se na mesma direção com o Banco da Nação. Ele formou uma comissão especial com jurisdição sobre a segurança social e o Seguro Nacional da Argentina para informatizar e agilizar os julgamentos dos pensionistas. [3]
- Criou a Comissão de Acesso à Justiça,  integrada por juízes, para agilizar a solução de conflitos por meios não judiciais. Nesse sentido, foi aberta a Delegacia de Violência Doméstica.
- Promoveu a abertura internacional do Supremo Tribunal estabelecendo relações com seus pares em Tribunais ao redor do mundo, incluindo os Tribunais dos países do G20, da Região Ibero-Americana, das Américas (OEA) e do Mercosul (Mercado Comum do Sul), bem como Tribunais Internacionais, como o Tribunal Internacional de Justiça, o Tribunal de Justiça da União Europeia, o Tribunal Europeu de Direitos Humanos, o Tribunal Interamericano de Direitos Humanos, o Tribunal Andino, o Tribunal de Justiça do Caribe, o Tribunal Africano de Direitos Humanos e dos Povos, etc.)
- Ele estabeleceu a tradição da Abertura Estadual do Judiciário todos os anos desde 2008, para anunciar as políticas estaduais que serão desenvolvidas durante cada ano.
- A administração do Tribunal, o serviço social e o corpo médico forense foram reorganizados com critérios de transparência e controles de auditoria.
- Ele foi um dos três juízes a ratificar a sentença de prisão perpétua de Jonathan Luna, acusado do assassinato de Micaela Ortega . [4]